# FA 커뮤니티 실드
FA 커뮤니티 실드(The Football Association Community Shield)는 잉글랜드의 축구 대회로 매년 한 경기씩 펼쳐지는 대회이다. 이 대회는 이전에 채리티 실드(Charity Shield)라고 불리기도 하였다. 이 대회는 프리미어리그의 우승 팀과 FA컵의 우승 팀끼리 단판으로 벌이는 일종의 슈퍼컵이다. 만약 한팀이 프리미어리그와 FA컵을 모두 우승할 경우에는 프리미어리그 2위팀과 경기를 벌인다. 경기는 다음 시즌 시작 전에 펼쳐지는데, 전통적으로 웸블리 경기장에서 열렸고, 웸블리가 개축중일 때에는 카디프의 밀레니엄 경기장에서 경기를 하였다. 그러나 2007년에 웸블리가 새로 만들어지면서 2000년 이후로 처음으로 커뮤니티 실드가 웸블리에서 열렸다.
커뮤니티 실드의 가치는 프리미어리그, FA컵, EFL컵보다 더 낮게 평가된다. 현재의 이 대회는 명예의 전당 같은 것을 말할 때 포함되지 않는 일종의 친선 경기와 같은 성격을 띤다. 또한 현대에는 그것이 전통임에도 불구하고, 우승 팀이 버스를 타고 가며 퍼레이드를 하는 장면을 더 이상 볼 수 없게 되었다. 요즘의 커뮤니티 실드는 각 팀에 새롭게 영입한 선수들의 기량을 시험해보는 자리가 되고 말았다.

## 역사
실드는 1908-09시즌에 1898-99년에 시작된 셰리프 오브 런던 채리티 실드를 대체하며 처음 시작되었다. 처음에는 프로리그 우승 팀과 아마추어리그 우승 팀의 대결로 계속되었다. 첫 번째 채리티 실드 경기는 1부리그 우승 팀인 맨체스터 유나이티드와 남부리그 우승 팀인 퀸즈 파크 레인저스였다. 첫 번째 경기는 1-1로 비기고 재경기를 하였는데, 두 경기 모두 스탬퍼드 브리지에서 열렸다. 이 대회는 정식 대회가 아니었기 때문에 대단히 존경받는 대회는 아니었다.
대회 방식은 시간이 갈수록 점차 바뀌어갔다. 처음에는 풋볼리그와 남부리그의 우승 팀과의 대결이었지만, 1913년에는 프로팀과 아마추어팀과의 대결로 바뀌었다. 1921년이 되어야 리그 우승 팀과 FA컵 우승 팀과의 대결이 이루어졌다. 그러나 20년대에는 대회방식이 자주 바뀌었다. 주로 아마추어 대 프로가 대결하는 방식이 주를 이루었다.
1930년에 리그 우승 팀과 컵대회 우승 팀이 다시 맞붙게 되었는데, 몇번의 예외를 제외하고는 현재까지 이 방식을 따르고 있다. 1950년에는 월드컵 때문에 월드컵팀과 FA팀이 맞붙었고, 1961년에는 이 대회가 생기고 나서의 첫 더블을 토트넘 홋스퍼가 기록하여서, FA팀과 경기를 하였다.
1959년부터 대회는 시즌 마지막에서 시즌 초로 옮겨졌다. 1971년에 아스널이 실드가 생긴 후 두 번째 더블을 이룩하였다. 그러나 유럽대회에 집중하느라 실드에 참가할 수 없었다. 그래서 2부리그 우승 팀인 레스터 시티와 FA컵 준우승 팀인 리버풀과의 경기가 대신 열렸다.
1974년부터는 현재와 같은 형식인 웸블리 경기장에서 경기를 하여 모인 수익을 자선단체에 기부하는 방안이 처음으로 실시되었다. 웸블리에서의 첫 번째 경기에서 케빈 키건과 빌리 브렘너와의 싸움이 BBC를 통해 그날 밤에 방송되었다. 둘은 500파운드씩의 벌금을 내고 키건은 세경기 출장 정지를 받았고, 브렘너는 8경기 정지를 받았다.
현재는 승부차기를 통해 우승자를 가리지만 예전에는 무승부일 경우 공동 수상으로 해결하였는데, 웨스트 햄 유나이티드와 애스턴 빌라는 단독 우승 없이 공동 우승만 기록한 팀으로 남아 있다.
프리미어리그가 새롭게 생겨나면서 1993년의 실드는 프리미어리그 우승 팀과 FA컵 우승 팀과의 대결로 바뀌었다. 2002년에 이전까지 써오던 채리티 실드 대신에 커뮤니티 실드로 명칭을 바꾸었다.

## 우승 팀

### 우승횟수 (클럽만 포함)
| 팀                     | 우승 (공동) | 연도 (*: 공동 우승) |
| ---------------------- | ----------- | --- |
| 맨체스터 유나이티드    | 21 (4)      | 1908, 1911, 1952, 1956, 1957, 1965*, 1967*, 1977*, 1983, 1990*, 1993, 1994, 1996, 1997, 2003, 2007, 2008, 2010, 2011, 2013, 2016 |
| 아스널                 | 17 (2)      | 1930, 1931, 1933, 1934, 1938, 1948, 1953, 1991*, 1998, 1999, 2002, 2004, 2014, 2015, 2017, 2020, 2023                            |
| 리버풀                 | 16 (5)      | 1964*, 1965*, 1966, 1974, 1976, 1977*, 1979, 1980, 1982, 1986*, 1988, 1989, 1990*, 2001, 2006, 2022                              |
| 에버턴                 | 9 (1)       | 1928, 1932, 1963, 1970, 1984, 1985, 1986*, 1987, 1995                                                                            |
| 토트넘 홋스퍼          | 7 (3)       | 1921, 1951, 1961, 1962, 1967*, 1981*, 1991*                                                                                      |
| 맨체스터 시티          | 7           | 1937, 1968, 1972, 2012, 2018, 2019, 2024                                                                                         |
| 울버햄프턴 원더러스    | 4 (3)       | 1949*, 1954*, 1959, 1960* |
| 첼시                   | 4           | 1955, 2000, 2005, 2009 |
| 레스터 시티            | 2           | 1971, 2021 |
| 리즈 유나이티드        | 2           | 1969, 1992 |
| 번리                   | 2 (1)       | 1960*, 1973 |
| 포츠머스               | 2 (1)       | 1939, 1949* |
| 웨스트 브로미치 앨비언 | 2 (1)       | 1920, 1954* |
| 블랙번 로버스          | 1           | 1912 |
| 볼턴 원더러스          | 1           | 1958 |
| 브라이튼 & 호브 앨비언 | 1           | 1910 |
| 카디프 시티            | 1           | 1927 |
| 더비 카운티            | 1           | 1975 |
| 허더스필드 타운        | 1           | 1922 |
| 뉴캐슬 유나이티드      | 1           | 1909 |
| 노팅엄 포레스트        | 1           | 1978 |
| 셰필드 웬즈데이        | 1           | 1935 |
| 선덜랜드               | 1           | 1936 |
| 애스턴 빌라            | 1 (1)       | 1981* |
| 웨스트 햄 유나이티드   | 1 (1)       | 1964* |
| 크리스털 팰리스        | 1           | 2025 |